# Hypsiboas
Hypsiboas is een geslacht van kikkers uit de familie boomkikkers (Hylidae). De wetenschappelijke naam van het geslacht werd in 1830 voorgesteld door Johann Georg Wagler. In 1825 had John Edward Gray de groep op basis van dezelfde typesoort echter ook al benoemd als ondergeslacht van Hyla. Zowel de naam van Gray als die van Wagler werd tot 2005 genegeerd omdat alle soorten tot dan in het geslacht Hyla werden geplaatst. In 2005 splitsten Faivovich et al. dat grote geslacht op in een aantal kleinere, waarbij ze voor het geslacht waarin Rana boans Linnaeus, 1758 werd geplaatst, de naam Hypsiboas nieuw leven inbliezen. In 2017 publiceerde Alain Dubois een artikel waarin hij stelde dat de in 1825 door Gray gepubliceerde naam Boana de correcte naam voor dit geslacht was. Die keuze werd door Darrel R. Frost geaccepteerd, maar heeft nog niet algemeen ingang gevonden onder herpetologen. 
Met de in 2016 gepubliceerde namen Hypsiboas cambui en Hypsiboas diabolicus telt dit geslacht 92 soorten. Van dit geslacht komen uitsluitend in Midden- en Zuid-Amerika vertegenwoordigers voor.

## Soorten
- Hypsiboas aguilari
- Hypsiboas albomarginatus
- Hypsiboas alboniger
- Hypsiboas albopunctatus
- Hypsiboas alemani
- Hypsiboas alfaroi
- Hypsiboas almendarizae
- Hypsiboas atlanticus
- Hypsiboas balzani
- Hypsiboas bandeirantes
- Hypsiboas beckeri
- Hypsiboas benitezi
- Hypsiboas bischoffi
- Hypsiboas boans
- Hypsiboas botumirim
- Hypsiboas buriti
- Hypsiboas caingua
- Hypsiboas caipora
- Hypsiboas calcaratus
- Hypsiboas callipleura
- Hypsiboas cambui
- Hypsiboas cinerascens
- Hypsiboas cipoensis
- Hypsiboas cordobae
- Hypsiboas crepitans
- Hypsiboas curupi
- Hypsiboas cymbalum
- Hypsiboas dentei
- Hypsiboas diabolicus
- Hypsiboas ericae
- Hypsiboas exastis
- Hypsiboas faber
- Hypsiboas fasciatus
- Hypsiboas freicanecae
- Hypsiboas fuentei
- Hypsiboas geographicus
- Hypsiboas gladiator
- Hypsiboas goianus
- Hypsiboas guentheri
- Hypsiboas heilprini
- Hypsiboas hobbsi
- Hypsiboas hutchinsi
- Hypsiboas jaguariaivensis
- Hypsiboas jimenezi
- Hypsiboas joaquini
- Hypsiboas lanciformis
- Hypsiboas latistriatus
- Hypsiboas lemai
- Hypsiboas leptolineatus
- Hypsiboas leucocheilus
- Hypsiboas liliae
- Hypsiboas lundii
- Hypsiboas maculateralis
- Hypsiboas marginatus
- Hypsiboas marianitae
- Hypsiboas melanopleura
- Hypsiboas microderma
- Hypsiboas multifasciatus
- Hypsiboas nympha
- Hypsiboas ornatissimus
- Hypsiboas palaestes
- Hypsiboas paranaiba
- Hypsiboas pardalis
- Hypsiboas pellucens
- Hypsiboas phaeopleura
- Hypsiboas picturatus
- Hypsiboas poaju
- Hypsiboas polytaenius
- Hypsiboas pombali
- Hypsiboas prasinus
- Hypsiboas pugnax
- Hypsiboas pulchellus
- Hypsiboas pulidoi
- Hypsiboas punctatus
- Hypsiboas raniceps
- Hypsiboas rhythmicus
- Hypsiboas riojanus
- Hypsiboas roraima
- Hypsiboas rosenbergi
- Hypsiboas rubracylus
- Hypsiboas rufitelus
- Hypsiboas secedens
- Hypsiboas semiguttatus
- Hypsiboas semilineatus
- Hypsiboas sibleszi
- Hypsiboas steinbachi
- Hypsiboas stellae
- Hypsiboas stenocephalus
- Hypsiboas tepuianus
- Hypsiboas tetete
- Hypsiboas varelae
- Hypsiboas wavrini

Aplastodiscus · 
Bokermannohyla · 
Colomascirtus · 
Hyloscirtus · 
Hypsiboas · 
Myersiohyla